# Austrodecus longispinum
Austrodecus longispinum is een zeespin uit de familie Austrodecidae. De soort behoort tot het geslacht Austrodecus. Austrodecus longispinum werd in 1957 voor het eerst wetenschappelijk beschreven door Stock. 